# 普鲁士神话
普鲁士神話（德語：Legende von Preußen）或普鲁士迷思（英語：Borussian Myth，Borussia是普魯士的拉丁名）指的是德國統一是不可避免的，並且普魯士的命運是實現它。這是20世紀前半葉德國歷史學家對德國歷史的普遍觀點。
英雄歷史的敘述落到了民族主義德國歷史學家如海因里希·馮·特賴茨克（1834-1896年）、特奧多爾·蒙森（1817-1903年）和海因里希·馮·西貝爾（1817-1895年）等人的頭上。特賴茨克特別將普魯士視為統一的邏輯代理。這些歷史論點也可以被稱為偉大或宏大的敘事，但它們本質上是民族主義中心的，至少在應用於歷史過程時是這樣。特賴茨克於879年出版的《19世紀德國史》可能有一個誤導性的問題：它將普魯士的歷史置於德國其他邦國的歷史之上，並以普魯士的命運為主線講述德語民族的故事。這個神話的創造確立了普魯士作為德國的救世主的地位；團結一致是所有德國人的命運，這個神話仍然存在，而普魯士的命運就是要實現這一目標。根據這個故事，普魯士在將德意志國家團結為民族國家方面發揮了主導作用。只有普魯士可以保護德國的自由不受法國或俄國的影響。這種解釋強調了普魯士在1814年滑鐵盧的拿破崙權力復興中拯救德國人的重要作用，它同時通過德意志關稅同盟創造了某種經濟統一。普魯士同時在普法戰爭中擊敗德國的勁敵法國，並將德國人團結在一面自豪的旗幟下，建立了德意志民族的統一國家。

## 延伸閱讀
- David Blackbourn and Geoff Eley. The Peculiarities of German History: Bourgeois Society and Politics in Nineteenth-Century Germany. Oxford & New York: Oxford University Press, 1984. ISBN 978-0-19-873057-6
- Friedrich, Karin, The Other Prussia: Oyal Prussia, Poland and Liberty, 1569–1772 New York, 2000.  ISBN 978-0-521-02775-5
- Kohn, Hans (ed.) German History: Some New German Views. Boston, 1954.  ASIN B001037HN4
- Koshar, Rudy, Germany's Transient Pasts: Preservation and the National Memory in the Twentieth Century. Chapel Hill, 1998. ISBN 978-0-8078-4701-5
- Nipperdey, Thomas. Germany from Napoleon to Bismarck, 1800–1866. Princeton, Princeton University Press, 1996. ISBN 978-0-691-02636-7